# Barygenys nana
Espèce
Statut de conservation UICN

 LC  : Préoccupation mineure
Barygenys nana est une espèce d'amphibiens de la famille des Microhylidae.

## Répartition
Cette espèce est endémique de Papouasie-Nouvelle-Guinée. Elle se rencontre entre 1 800 et 3 500 m d'altitude dans les provinces des Hautes-Terres occidentales et des Hautes-Terres orientales,.

## Étymologie
Son nom d'espèce, du latin nanus, « nain », lui a été donné en référence sa taille.

## Publication originale
- Zweifel, 1972 : Results of the Archbold Expeditions No. 97. A revision of the frogs of the subfamily Asterophryinae, family Microhylidae. Bulletin of the American Museum of Natural History, vol. 148, p. 411-546 (texte intégral).